# Юинта (окръг, Юта)
Вижте пояснителната страница за други значения на Юинта.
Окръг Юинта (на английски: Uintah County) е окръг в щата Юта, Съединени американски щати. Площта му е 11 652 km², а населението – 36 373 души (2016). Административен център е град Върнал.